# Distrito de Villeneuve-sur-Lot
El distrito de Villeneuve-sur-Lot es un distrito (en francés arrondissement) de Francia, que se localiza en el departamento de Lot y Garona (en francés Lot-et-Garonne), de la región de Aquitania. Cuenta con 11 cantones y 92 comunas.

## División territorial

### Cantones
Los cantones del distrito de Villeneuve-sur-Lot son:
1. Cantón de Cancon
2. Cantón de Castillonnès
3. Cantón de Fumel
4. Cantón de Monclar
5. Cantón de Monflanquin
6. Cantón de Penne-d'Agenais
7. Cantón de Sainte-Livrade-sur-Lot
8. Cantón de Tournon-d'Agenais
9. Cantón de Villeneuve-sur-Lot-Nord
10. Cantón de Villeneuve-sur-Lot-Sud
11. Cantón de Villeréal

### Comunas
| 1. Allez-et-Cazeneuve (47006)          | 2. Anthé (47011)                         | 3. Auradou (47017)                    | 4. Beaugas (47023)                    |
| 5. Bias (47027)                        | 6. Blanquefort-sur-Briolance (47029)     | 7. Boudy-de-Beauregard (47033)        | 8. Bourlens (47036)                   |
| 9. Bournel (47037)                     | 10. Cahuzac (47044)                      | 11. Cancon (47048)                    | 12. Casseneuil (47049)                |
| 13. Castelnaud-de-Gratecambe (47055)   | 14. Castillonnès (47057)                 | 15. Cavarc (47063)                    | 16. Cazideroque (47064)               |
| 17. Condezaygues (47070)               | 18. Courbiac (47072)                     | 19. Cuzorn (47077)                    | 20. Dausse (47079)                    |
| 21. Dolmayrac (47081)                  | 22. Doudrac (47083)                      | 23. Douzains (47084)                  | 24. Dévillac (47080)                  |
| 25. Ferrensac (47096)                  | 26. Fongrave (47099)                     | 27. Frespech (47105)                  | 28. Fumel (47106)                     |
| 29. Gavaudun (47109)                   | 30. Hautefage-la-Tour (47117)            | 31. Lacapelle-Biron (47123)           | 32. Lacaussade (47124)                |
| 33. Lalandusse (47132)                 | 34. Laussou (47141)                      | 35. Lougratte (47152)                 | 36. Lédat (47146)                     |
| 37. Masquières (47160)                 | 38. Massels (47161)                      | 39. Massoulès (47162)                 | 40. Mazières-Naresse (47164)          |
| 41. Monbahus (47170)                   | 42. Monclar (47173)                      | 43. Monflanquin (47175)               | 44. Monsempron-Libos (47179)          |
| 45. Monségur (47178)                   | 46. Montagnac-sur-Lède (47181)           | 47. Montastruc (47182)                | 48. Montauriol (47183)                |
| 49. Montaut (47184)                    | 50. Montayral (47185)                    | 51. Monviel (47192)                   | 52. Moulinet (47193)                  |
| 53. Pailloles (47198)                  | 54. Parranquet (47200)                   | 55. Paulhiac (47202)                  | 56. Penne-d'Agenais (47203)           |
| 57. Pinel-Hauterive (47206)            | 58. Pujols (47215)                       | 59. Rayet (47219)                     | 60. Rives (47223)                     |
| 61. Saint-Antoine-de-Ficalba (47228)   | 62. Saint-Aubin (47230)                  | 63. Saint-Eutrope-de-Born (47241)     | 64. Saint-Front-sur-Lémance (47242)   |
| 65. Saint-Georges (47328)              | 66. Saint-Martin-de-Villeréal (47256)    | 67. Saint-Maurice-de-Lestapel (47259) | 68. Saint-Pastour (47265)             |
| 69. Saint-Quentin-du-Dropt (47272)     | 70. Saint-Sylvestre-sur-Lot (47280)      | 71. Saint-Vite (47283)                | 72. Saint-Étienne-de-Fougères (47239) |
| 73. Saint-Étienne-de-Villeréal (47240) | 74. Sainte-Colombe-de-Villeneuve (47237) | 75. Sainte-Livrade-sur-Lot (47252)    | 76. Salles (47284)                    |
| 77. La Sauvetat-sur-Lède (47291)       | 78. Sauveterre-la-Lémance (47292)        | 79. Savignac-sur-Leyze (47295)        | 80. Sembas (47297)                    |
| 81. Sérignac-Péboudou (47299)          | 82. Le Temple-sur-Lot (47306)            | 83. Thézac (47307)                    | 84. Tombeboeuf (47309)                |
| 85. Tourliac (47311)                   | 86. Tournon-d'Agenais (47312)            | 87. Tourtrès (47313)                  | 88. Trentels (47315)                  |
| 89. Trémons (47314)                    | 90. Villebramar (47319)                  | 91. Villeneuve-sur-Lot (47323)        | 92. Villeréal (47324)                 |